# Thrincophora
Thrincophora is een geslacht van vlinders van de familie bladrollers (Tortricidae), uit de onderfamilie Tortricinae.

## Soorten
- T. archboldi Diakonoff, 1952
- T. canana (Walker, 1863)
- T. cerasta (Meyrick, 1910)
- T. cinefacta (Turner, 1945)
- T. deloptycha Diakonoff, 1952
- T. dolosana (Walker, 1863)
- T. dryinodes (Meyrick, 1910)
- T. ergophora (Meyrick, 1910)
- T. excelsa (Meyrick, 1910)
- T. hedista (Turner, 1916)
- T. impletana (Walker, 1863)
- T. inconcisana (Walker, 1863)
- T. leucotorna Diakonoff, 1952
- T. lichenica (Turner, 1925)
- T. magnana (Walker, 1863)
- T. malacodes (Meyrick, 1910)
- T. microtera Diakonoff, 1952
- T. nebulosa Diakonoff, 1952
- T. ochracea Diakonoff, 1944
- T. ostracopis (Meyrick, 1938)
- T. ptychosema (Turner, 1926)
- T. rudisana (Walker, 1863)
- T. signigerana (Walker, 1863)
- T. stenoptycha (Turner, 1926)
- T. tetrica (Turner, 1916)
- T. xuthobapta (Turner, 1945)